# أكاديمية أستون فيلا
فريق أستون فيلا تحت 21 سنة (بالإنجليزية: Aston Villa Under-21s)، المعروف سابقًا باسم احتياطي أستون فيلا (بالإنجليزية: Aston Villa Reserves) وأستون فيلا تحت 23 سنة (بالإنجليزية: Aston Villa Under-23s)، هو فريق تطوير الشباب الأقدم في أستون فيلا ويتنافس في الدوري الإنجليزي الممتاز 2 ‏ وكأس الدوري الإنجليزي لكرة القدم وكأس برمنغهام للكبار ‏ في موسم 2024–25 ‏. يلعب الفريق مبارياته على أرضه في ملعب تدريب أستون فيلا، بودي مور هيث، وفي بعض الأحيان فيلا بارك. كما يضم أستون فيلا أيضًا فريقًا أكاديميًا يتنافس في دوري تحت 18 سنة من دوري التطوير المهني، وكأس الدوري الإنجليزي الممتاز تحت 18 سنة، وكأس الاتحاد الإنجليزي للشباب سنويًا. كما سيشاركون بفريق تحت 19 سنة في دوري الشباب الأوروبي 2024–25 ‏ بعد تأهل فريق أستون فيلا الأول إلى دوري أبطال أوروبا الأوروبي.
لعب أستون فيلا بتشكيلة احتياطية أو فرق "أ" منذ تأسيسه في عام 1874 وكان الفريق جزءًا من دوري الاحتياطي الإنجليزي الممتاز عند تأسيسه في عام 1999، ثم فاز بعد ذلك بخمسة ألقاب إقليمية بما في ذلك دوري الاحتياطي الإنجليزي الممتاز الجنوبي 2011–12 ‏. وهو الأخير في هذا الشكل. حقق الفريق نجاحًا كبيرًا في العقود الأخيرة، بالإضافة إلى حصوله على لقب بطل وطني في موسمي 2003–04 و2009–10، كما فاز الفريق بأربعة من أصل خمسة بطولات جنوبية بين عامي 2007 و2012، قبل أن يتغير الشكل إلى دوري التطوير المهني. كما فاز الفريق ببطولة سلسلة الجيل التالي ‏ في عام 2013، وهي بطولة أوروبية واسعة النطاق للأكاديميات المتميزة.
يتكون الفريق الأول الحالي من اللاعبين لاماري بوجارد. وجاكوب رامزي. وكاين كيسلر هايدن ‏. وفيليب مارشال ‏. وتومي أوريلي ‏. وفينلي مونرو، ‏ وجميعهم نشأوا في نظام الشباب بالنادي. ومن بين اللاعبين السابقين البارزين الذين تخرجوا من أكاديمية فيلا: جاك جريليش. وبريان ليتل. وجابرييل أجبونلاهور. وسياران كلارك. وجاري كاهيل. وجاريث باري. وتوماس هيتزلسبيرجر. وداريوس فاسيل. ومارك ألبرايتون. وأندرياس ويمان. وبريان ماكلير. وستيفن ديفيس. وغيرهم الكثير. يتكون فريق تحت 21 سنة من لاعبين تقل أعمارهم عن 21 سنة، على الرغم من أنه قد يتم تسمية خمسة لاعبين في الملعب فوق السن القانوني وحارس مرمى فوق السن القانوني في تشكيلة مباراة الدوري الإنجليزي الممتاز 2، فقد يشمل ذلك لاعبين احتياطيين من الفريق الأول ولاعبين كبار يتعافون من الإصابة.

## التاريخ
لعبت فرق الاحتياط في أستون فيلا مباريات غير رسمية منذ تأسيس النادي في عام 1874، في حين بدأت المنافسة الرسمية لفريق الاحتياط في عام 1892، عندما انضم فريق الاحتياط في أستون فيلا إلى دوري برمنغهام والمنطقة ‏.[بحاجة لمصدر] بعد احتلال المركز الثاني مرتين في أول موسمين من المسابقة، فاز فيلا أخيرًا بكأسه الأولى في موسم 1894–1895، حيث فاز في 26 مباراة من أصل 30 مباراة بالدوري وخسر مرة واحدة فقط طوال الموسم. وتبع هذا الإنجاز العديد من الألقاب، بما في ذلك سلسلة من 8 ألقاب متتالية بين عامي 1902 و1910. عندما غادر فيلا أخيرًا دوري برمنجهام والمنطقة ‏ في عام 1915، كان قد جمع ما مجموعه 12 لقبًا للدوري و6 مراكز وصيف.[بحاجة لمصدر]
خلال الحرب العالمية الثانية. ذكرت مجلة تايم أن فريق الاحتياط التابع لفيلا، والذي تم أسره بالكامل في دونكيرك، قام بضرب حراس قوات الأمن الخاصة التي أسرتهم. أصدرت مجلة تايم اعتذارًا عن وضعها الخاطئ لنادي أستون فيلا في مدينة ليفربول: "تستعيد مجلة تايم بسرعة نادي أستون فيلا (كرة القدم) إلى برمنغهام حيث ينتمي".
بعد ذلك، لعب الفريق الاحتياطي في الدوري المركزي ‏ لسنوات عديدة، وأصبح بطلاً في أعوام 1929–30، و1963–64، و1992–93.
في عام 1999–2000، تم تأسيس دوري الاحتياطي الإنجليزي الممتاز. وكان نادي فيلا أحد الأعضاء المؤسسين، وتم تقسيمه إلى القسم الشمالي من الدوري. تلت ذلك ثلاثة مواسم مخيبة للآمال، ولكن في موسم 2003–04، وبفضل قيادة الأخوين ستيفان مور ولوكا مور. تمكن فيلا من تحقيق لقبه الأول بسهولة. وفي الموسمين التاليين (2004–05 و2005–06)، أنهى فيلا الموسمين بشكل مؤلم كوصيف، في المرتين خلف مانشستر يونايتد. في موسم 2006–07، وللمرة الأولى منذ تقديمه، استبعد دوري الاحتياطي الإنجليزي الممتاز فرق بطولة كوكاكولا من اللعب في الدوري، حيث كانت فرق الدوري الإنجليزي الممتاز العشرين موازية للفرق المشاركة في الدوري الإنجليزي الممتاز. وهذا يعني أيضًا أنه بسبب الظروف الجغرافية، تم تحويل فريق احتياطي أستون فيلا من القسم الشمالي إلى نظيره الجنوبي، لأول مرة منذ بداية الشكل الأصلي في عام 1999. وفي نهاية المطاف، احتل فيلا المركز الرابع، بعد أن فاز في 9 من أصل 18 مباراة، وكان لوك مور هداف الفريق برصيد 7 أهداف. وشهد الموسم تطورًا رائعًا للعديد من الشباب، وأبرزهم زولتان ستيبر. وشين لوري. وستيفن أوهالوران. والذين حصلوا جميعًا على فرص في الفريق الأول في مباريات ما قبل الموسم، قبل موسم 2007–08.
بفضل المهاجم السويدي توبياس ميكايلسون، نجح فريق أستون فيلا الاحتياطي في الفوز بلقب الدوري الجنوبي في موسم 2007–08 ‏. وهو ثاني نجاح إقليمي له منذ تأسيس الدوري في عام 1999. ومع ذلك، فقد هُزموا بنتيجة 3–0 في المباراة النهائية أمام ليفربول، بطل الشمال.
في موسم 2008–09. حقق الفريق إنجازًا أفضل بتأمين لقبه الجنوبي الثاني على التوالي، ثم هزيمة سندرلاند للحصول على لقبه الوطني الأول على الإطلاق، بأهداف من ناثان ديلفونيسو وجيمس كولينز وشين لوري.
سجل أندرياس فايمان تسعة أهداف، ليساعد فيلا على مواصلة مسيرته نحو تأمين لقب الجنوب – الثالث على التوالي – في موسم 2009–10. وشمل ذلك سلسلة رائعة من 15 مباراة دون هزيمة، امتدت من المباراة الافتتاحية للموسم، وحتى المباراة الأخيرة في الموسم ضد بورتسموث. ومع ذلك، فقد حُرم النادي من لقب وطني ثانٍ على التوالي، حيث هُزم بركلات الترجيح على يد مانشستر يونايتد، بعد التعادل 3–3 في أولد ترافورد.
شهد موسم 2010–11 تغييرات على الشكل القياسي للدوري. تنافس 16 ناديًا فقط، وهو ما يعني انقسامًا بين أندية الدوري الشمالي الكبرى. لا شك أن أبرز ما حدث في الموسم كان الفوز 10–1 على أرض الفريق أمام آرسنال في ملعب جرين كينج ‏. في طريقه إلى المركز الثالث في الدوري.
وقد حدثت التغييرات التالية في موسم 2011–12. تم إلغاء ثلاث دوريات، والعودة إلى اثنتين، بينما لعب كل فريق ضد فرق دوريه الخاص على أرضه وخارجها. كما لعبوا ضد كل فريق في الدوري الإقليمي مرة واحدة، مع تقسيم المباريات على أرضهم وخارجها بالتساوي. لكن تلا ذلك المزيد من النجاح، حيث حصل فيلا على لقب جنوبي آخر، وسجل أندرياس فايمان تسعة أهداف خلال الموسم. لكن الأمر كان بمثابة حالة من الديجا فو، حيث هُزموا مرة أخرى بركلات الترجيح على يد مانشستر يونايتد في أولد ترافورد.
تم إلغاء دوري الاحتياط الممتاز ‏ خلال صيف عام 2012، لإفساح المجال لدوري التطوير المهني 1. كان أستون فيلا واحدًا من 22 ناديًا شاركوا في الموسم الافتتاحي، وشاركوا في المجموعة الثانية من المسابقة.
خلال فترة الـ13 سنة التي قضاها نظام الاحتياط الأصلي ‏. كان أستون فيلا هو ثاني أكثر الأندية نجاحًا – خلف مانشستر يونايتد – بخمسة ألقاب إقليمية ولقب وطني واحد. تلعب فرق الشباب حاليًا مبارياتها على أرضها في فيلا بارك وبوديمور هيث ‏. اعتبارًا من عام 2019، بعد عودته إلى الدوري الإنجليزي الممتاز. بدأ أستون فيلا في إشراك فريق تحت 21 سنة في كأس الدوري الإنجليزي لكرة القدم ضد فرق من الدوري الأول والدوري الثاني.
في يناير 2021، بعد تفشي مرض كوفيد-19 في الفريق الأول، تم استخدام فريق الشباب لمباراة الفريق الأول ضد ليفربول في الدور الثالث من كأس الاتحاد الإنجليزي.
بعد موسم 2022–23 الناجح مع الفريق الأول، تم تكريم جاكوب رامسي من قبل الدوري الإنجليزي الممتاز بجائزة خريج أكاديمية الدوري الإنجليزي الممتاز 2022–23.
في 12 يونيو 2025، بعد إدارة فريق تحت 18 سنة للفوز بالدوري وكأس الشباب في الموسم السابق، تم تعيين جيمي شان مدربًا لفريق تحت 21 سنة، ليحل محل جوزيب جومباو ‏ المنتهية ولايته.

## أستون فيلا تحت 21 سنة

### التشكيلة
آخر تحديث 6 سبتمبر 2024
.«يتم إدراج اللاعبين الذين تقل أعمارهم عن 21 عامًا والذين شاركوا لأول مرة في الدوري الأول، أو الذين تم تسميتهم في القائمة الرسمية للفريق الأول، في الفريق الأول»
ملاحظة: تشير الأعلام إلى المنتخب بحسب قواعد الأهلية المعتمدة من قبل الفيفا؛ تنطبق بعض الاستثناءات المحدودة. وقد يحمل اللاعبون أكثر من جنسية لا تعترف بها الفيفا.
| الرقم | البلد            | المركز | اللاعب            |
| ----- | ---------------- | ------ | ----------------- |
| 55    | إسبانيا          | حارس   | لاندر إيمري       |
| 65    | إنجلترا          | حارس   | سام لويس          |
| 52    | إنجلترا          | حارس   | سام بروكتور       |
| 48    | بولندا           | حارس   | أوليفيير زيش      |
| 53    | النرويج          | مدافع  | إيثان أموندسن-داي |
|       | إنجلترا          | مدافع  | آرتشي ديردن       |
| 73    | ويلز             | مدافع  | تييري كاتسوكونيا  |
|       | إنجلترا          | مدافع  | آشتون ماكويليامز  |
|       | أيرلندا الشمالية | مدافع  | كالوم مورلاند     |
|       | كولومبيا         | مدافع  | يييمار موسكيرا    |
| 45    | إنجلترا          | مدافع  | تريستون رو        |
| 63    | إسكتلندا         | مدافع  | كير سميث          |

| الرقم | البلد            | المركز | اللاعب              |
| ----- | ---------------- | ------ | ------------------- |
| 54    | إسكتلندا         | وسط    | آيدان بورلاند       |
| 88    | أيرلندا الشمالية | وسط    | كول براننيجان       |
| 76    | إنجلترا          | وسط    | إي-لاني إدواردز     |
| 71    | إنجلترا          | وسط    | جورج هيمينغز        |
| 56    | إنجلترا          | وسط    | جمالدين جيموه-ألوبا |
| 82    | إنجلترا          | وسط    | لوكا لينش           |
| 75    | إسكتلندا         | وسط    | إيوان سيمبسون       |
| 47    | إنجلترا          | وسط    | كاين تايلور         |
| 79    | إنجلترا          | مهاجم  | بن بروجيو           |
| 61    | مصر              | مهاجم  | عمر خضر             |
| 70    | إنجلترا          | مهاجم  | تشارلي بافي         |
|       | إسكتلندا         | مهاجم  | روري ويلسون         |

### خارج على سبيل الإعارة
ملاحظة: تشير الأعلام إلى المنتخب بحسب قواعد الأهلية المعتمدة من قبل الفيفا؛ تنطبق بعض الاستثناءات المحدودة. وقد يحمل اللاعبون أكثر من جنسية لا تعترف بها الفيفا.
| الرقم | البلد   | المركز | اللاعب                                                       |
| ----- | ------- | ------ | ------------------------------------------------------------ |
| 35    | إنجلترا | مهاجم  | لوي باري (معار إلى هال سيتي حتى 30 يونيو 2025)               |
| 50    | هولندا  | مدافع  | سيل سوينكلس (معار إلى بريستول روفرز حتى 30 يونيو 2025)       |
| 58    | إنجلترا | وسط    | تومي أوريلي (معار إلى ميلتون كينز دونز حتى 30 يونيو 2025)    |
| 59    | إنجلترا | مدافع  | جوش فيني (معار إلى شروزبري تاون حتى 30 يونيو 2025)           |
| 64    | إنجلترا | حارس   | جيمس رايت (معار إلى ريال يونيون حتى 30 يونيو 2025)           |
| 66    | إنجلترا | مهاجم  | ترافيس باترسون (معار إلى ميلتون كينز دونز حتى 30 يونيو 2025) |
| 69    | إنجلترا | مهاجم  | فينلي مونرو (معار إلى ريال يونيون حتى 30 يونيو 2025)         |
| 72    | إنجلترا | وسط    | كادن يونغ (معار إلى رويال أنتويرب حتى 30 يونيو 2025)         |
| –     | إنجلترا | مدافع  | لينو سوسا (معار إلى بريستول روفرز حتى 30 يونيو 2025)         |

### إنجازات الاحتياط، تحت 21 وتحت 23 سنة
دوري برمنغهام والمنطقة ‏
- الفائز:
  - 1894–95، 1895–96، 1899–1900، 1902–03، 1903–04، 1904–05، 1905–06، 1906–07، 1907–08، 1908–09، 1909–10، 1911–12،[10] 1959–60 (القسم الثاني).[11]
- الوصيف:
  - 1892–93، 1893–94، 1897–98، 1898–99، 1900–01، 1910–11.

كأس برمنغهام للكبار ‏
- الفائز:
  - 1879–80، 1881–82، 1882–83، 1883–84، 1884–85، 1887–88، 1888–89، 1889–90، 1890–91، 1895–96، 1898–99، 1902–03، 1903–04، 1905–06، 1907–08، 1908–09، 1909–10، 1911–12، 1984–85، 2023–24.
- الوصيف:
  - 1875–76، 1880–81، 1892–93، 1894–95، 1900–01، 1901–02، 1923–24، 1982–83، 1994–95، 1995–96.

دوري الاحتياطي الإنجليزي الممتاز الشمالي
- الفائز:
  - 2003–04.
- الوصيف:
  - 2004–05، 2005–06.

الدوري الإنجليزي الممتاز الاحتياطي الجنوبي
الفائز:
- 2007–08، 2008–09، 2009–10، 2011–12

كأس الدوري الإنجليزي الممتاز ‏
- الفائز:
  - 2017–18

الدوري الاحتياطي الإنجليزي الممتاز
- الفائز:
  - 2008–09.
- الوصيف:
  - 2007–08، 2009–10، 2011–12.

## أكاديمية أستون فيلا
أكاديمية أستون فيلا هي الجانب التنموي للشباب لفريق الدوري الإنجليزي الممتاز أستون فيلا. وهي تضم فريقًا تحت 18 سنة في الدوري الإنجليزي الممتاز تحت 18 سنة (الجنوب) ‏. وكأس الدوري الإنجليزي الممتاز تحت 18 سنة، وكأس الاتحاد الإنجليزي للشباب. ويشارك أيضًا فريق تحت 16 سنة في كأس الدوري الممتاز تحت 16 سنة.
يُعرف تاريخيًا باسم "شباب أستون فيلا"، ويُعرف فيلا بأنه أحد أنجح الأكاديميات وأكثرها إنتاجية في إنجلترا. ويملك فريق الشباب في فيلا تاريخًا قويًا في كأس الاتحاد الإنجليزي للشباب بفوزه بالبطولة في أعوام 1972 و1980 و2002 و2021 و2025. كما احتل فيلا المركز الثاني في أعوام 1978 و2004 و2010.
في العصر الحديث، تنافس فريق فيلا تحت 18 سنة في دوري الأكاديمية الممتاز ‏ منذ تأسيسه في عام 1997، وفاز بلقب تحت 17 سنة في 2003–04 ولقب تحت 18 سنة في عام 2008. في موسم 2007–08 ‏، احتل فيلا المركز الأول في المجموعة الثانية من دوري الأكاديمية الممتاز، مسجلاً أكبر عدد من الانتصارات (22)، وأكبر عدد من النقاط (68)، وأكبر عدد من الأهداف (84) من بين جميع الأندية الـ41 المشاركة. أوقعت القرعة شباب فيلا في مواجهة آرسنال، بطل المجموعة الأولى، في الدور نصف النهائي، حيث فازوا 1–0. وهذا يعني لاحقًا مباراة نهائية ضد فريق مانشستر سيتي الفائز بكأس الاتحاد الإنجليزي للشباب. والتي فاز بها الفريق 2–0، بهدفين من جيمس كولينز وكريس هير. وكان أفضل هدافي الموسم هما المهاجم النمساوي أندرياس فايمان (16) والمهاجم الإنجليزي ناثان ديلفونيسو (15)، واللذان أصبحا من اللاعبين الأساسيين للفريق الأول.
كان موسم 2008–09 أقل إثماراً بالنسبة لشباب فيلا، حيث احتلوا المركز الثالث في المجموعة الثانية، وخرجوا من كأس الاتحاد الإنجليزي للشباب في الدور الأول، وخسروا في الجولة الثالثة أمام بطل الدوري في النهاية آرسنال.[بحاجة لمصدر] فاز الفريق بالدوري الممتاز تحت 18 سنة جنوب موسم 2024–25.
ويتدرب الفريق في بوديمور هيث ‏ في شمال وارويكشاير ‏ ويلعب أيضًا مبارياته على أرضه هناك في عطلات نهاية الأسبوع.

### البطولات الدعوية

#### بطولة هونغ كونغ لكرة القدم السباعية
تجمع بطولة هونج كونج السنوية لكرة القدم السباعية فرق الأكاديمية من جميع أنحاء العالم، وقد جلبت نجاحًا ملحوظًا لأكاديمية أستون فيلا منذ عام 1999. فاز فريق فيلا بالبطولة الرئيسية سبع مرات، أكثر من أي فريق آخر.
فاز فيلا ببطولة هونج كونج لكرة القدم السباعية الثالثة في عام 2002، بعد أن هزم أرسنال في النهائي، وواصلوا الدفاع عن لقبهم في عام 2004 (حيث تم إلغاء مسابقة 2003 بسبب تفشي مرض السارس )، وبفضل ستيفن كوك وستيفن فولي ‏. فازوا بالكأس في النهائي ضد مانشستر يونايتد. قاد المهاجم جابرييل أجبونلاهور فريق فيلا إلى الدور نصف النهائي في عام 2006 – حيث خسر أمام الفائز في النهاية أوراوا ريد دايموندز – وحصل أيضًا على جائزة "أفضل لاعب في البطولة". فاز فيلا بالمسابقة مرة أخرى في مايو 2010، متغلبًا على سنترال كوست مارينرز الأسترالي في النهائي. في بطولة عام 2019 ‏. فاز فيلا بكأس "اللوحة" الثانوية؛ وشارك في البطولة لاعبون مثل أكوس أونودي ولويس برانت ‏ وكاميرون آرتشر. بعد توقف دام أربع سنوات بسبب جائحة كوفيد-19 واحتجاجات هونج كونج، عادت البطولة في مايو 2023. في البطولة، وسع فيلا سجل انتصاراته إلى سبعة، بعد هزيمة نادي تاي بو إف سي في النهائي، وتم اختيار عمري كيليمان ‏ كأفضل لاعب في البطولة وكان أيضًا هداف البطولة برصيد خمسة أهداف إجمالاً.

#### سلسلة الجيل التالي
لعبت أكاديمية أستون فيلا في كلا موسمي سلسلة الجيل التالي ‏ التي لم تعد موجودة الآن، وهي بطولة لأكاديميات كرة القدم النخبة في أوروبا بين عامي 2011 و2013. كان الفريق مكونًا من لاعبين تحت 18 سنة مع ما يصل إلى ثلاثة لاعبين تحت 19 سنة في كل تشكيلة من المباريات. بعد الوصول إلى ربع النهائي في سلسلة 2011–12، فاز فريق الأكاديمية بقيادة سمير كاروثرز بنهائي بطولة 2012–13 في 1 أبريل 2013 بفوزه على تشيلسي 2–0، في ملعب جوزيبي سينيجاليا ‏. في كومو. إيطاليا.

#### كأس أوروبا الوسطى والشرقية
أرسل أستون فيلا فريقًا تحت 19 سنة إلى كأس أوروبا الوسطى والشرقية ‏ الودية في جمهورية التشيك لأول مرة في عام 2022، حيث تنافس مع فرق الشباب من فرق النخبة من جميع أنحاء العالم بما في ذلك بالميراس وتيجريس أونال ودينامو كييف. خسر فيلا جميع مبارياته الثلاث بصعوبة، واحتل المركز السادس في الترتيب العام، وسجل كير سميث وتود ألكوك لصالح فيلا خلال المسابقة.

### فرقة الأكاديمية
آخر تحديث 6 سبتمبر 2024. يتم الإشارة إلى اللاعبين غير المدرجين في التشكيلة الرسمية بشكل فردي، وقد تمت ترقية بعض اللاعبين تحت 18 عامًا إلى فريق تحت 21 عامًا والفريق الأول.
ملاحظة: تشير الأعلام إلى المنتخب بحسب قواعد الأهلية المعتمدة من قبل الفيفا؛ تنطبق بعض الاستثناءات المحدودة. وقد يحمل اللاعبون أكثر من جنسية لا تعترف بها الفيفا.
| الرقم | البلد    | المركز | اللاعب         |
| ----- | -------- | ------ | -------------- |
|       | إنجلترا  | حارس   | جاك ألان       |
|       | إنجلترا  | حارس   | أوين أسموتا    |
| 89    | إنجلترا  | مدافع  | تيدي بلومفيلد  |
| 81    | البرتغال | مدافع  | رودريغو فورتيس |
|       | إنجلترا  | مدافع  | جاكوب غرين     |
| 92    | إنجلترا  | مدافع  | ليون روث       |
|       | إنجلترا  | مدافع  | جونيور ويلسون  |
| 90    | إنجلترا  | وسط    | وودي بيرجيس    |
| 83    | إنجلترا  | وسط    | برادلي بورووز  |

| الرقم | البلد           | المركز | اللاعب          |
| ----- | --------------- | ------ | --------------- |
| 86    | إنجلترا         | وسط    | تي جي كارول     |
| 85    | إنجلترا         | وسط    | ماكس جينر       |
| 84    | جمهورية أيرلندا | وسط    | ألفي لينسكي     |
| 87    | إنجلترا         | وسط    | تراي-فارن موللي |
| 91    | جمهورية أيرلندا | وسط    | كيلان كوين      |
|       | إنجلترا         | مهاجم  | إيلايجا بريسكوي |
| 80    | إنجلترا         | مهاجم  | مايسون كوتشر    |
|       | إنجلترا         | مهاجم  | فيني هايوارد    |
|       | إنجلترا         | مهاجم  | كول رامزي       |

### سجلات الأكاديمية
- أفضل أداء في كأس الاتحاد الإنجليزي للشباب: الأبطال. 1971–72. 1979–80. 2001–02، 2020–21. 2024–25
- أفضل أداء في كأس الدوري: دور الـ16 (القسم الشمالي)، 2024–25

### تكريمات الأكاديمية
كأس الاتحاد الإنجليزي للشباب
- الفائز:
  - 1972. 1980. 2002. 2021. 2025
- الوصيف:
  - 1978. 2004. 2010

بطل دوري التطوير المهني الوطني تحت 18 سنة
الفائز:
- 2024–25

دوري التطوير الاحترافي تحت 18 سنة ‏ القسم الجنوبي ‏
- الفائز:
  - 2024–25

سلسلة الجيل التالي ‏
الفائز:
- 2012–13

دوري أكاديمية الاتحاد الإنجليزي الممتاز تحت 17 سنة
الفائز:
- 2003–04

دوري أكاديمية الاتحاد الإنجليزي الممتاز تحت 18 سنة: المجموعة ب
الفائز:
- 2007–08
- 2010–11

دوري أكاديمية الاتحاد الإنجليزي الممتاز تحت 18 سنة: المباريات الفاصلة
- الفائز:
  - 2007–08
- الوصيف:
  - 2007

الدوري الإنجليزي الممتاز تحت 18 سنة – كأس برلين للجيل القادم
الفائز:
- 2024[29]

بطولة الدوري الممتاز الوطنية تحت 16 سنة
الفائز:
- 2022[30]

بطولة هونج كونج الدولية لكرة القدم السباعية
- الفائز بالبطولة الرئيسية:
  - 2002، 2004، 2007. 2008، 2010. 2016، 2023
- الفائز بالدرع:
  - 2013، 2014، 2018
- الفائز باللوحة:
  - 2019
- الفائزون باللوحة:
  - 2019

## الموظفين غير اللاعبين

### التسلسل الهرمي للشركات
المصدر:
| المنصب                 | الاسم       |
| ---------------------- | ----------- |
| الرئيس التنفيذي        | ناصف ساويرس |
| الرئيس المشارك         | ويس إيدنز   |
| رئيس العمليات التجارية | كريس هيك    |
| رئيس عمليات كرة القدم  | مونشي       |

### التسلسل الهرمي للإدارة
| المنصب                                               | الاسم                            |
| ---------------------------------------------------- | -------------------------------- |
| المدير العالمي لتطوير كرة القدم والأكاديميات الدولية | ماثيو كيدسون                     |
| مدير الأكاديمية                                      | مارك هاريسون                     |
| رئيس تطوير المدربين                                  | ريان ماي                         |
| مساعد مدير الأكاديمية                                | شون فيريتي                       |
| مساعد رئيس قسم تطوير المدربين                        | شون فيريتي                       |
| مدير برنامج المواهب الناشئة                          | توني كارس                        |
| مدرب فريق تحت 21 سنة                                 | جوزيب جومباو                     |
| مدرب تحت 21 سنة                                      | بيتر جيلبرت                      |
| مدرب تحت 21 سنة                                      | دان جرين                         |
| مدرب حراس المرمى تحت 21 سنة                          | مارك نايلور                      |
| عالم رياضي تحت 21 سنة                                | دان لوثيان                       |
| أخصائي العلاج الطبيعي تحت 21 سنة                     | جون ويتني                        |
| محلل أداء تحت 21 سنة                                 | آدم ماكغينيس                     |
| مدرب رئيسي تحت 18 سنة                                | جيمي شان                         |
| مدرب التطوير المهني تحت 18 سنة                       | آدم أتاي                         |
| مدرب التطوير المهني تحت 18 سنة                       | كارل هوبر                        |
| مدرب حراس المرمى تحت 18 سنة                          | مايكل بيرس                       |
| عالم رياضي تحت 18 سنة                                | بيتر شارب                        |
| أخصائي العلاج الطبيعي تحت 18 سنة                     | سيان ماكافري                     |
| محلل أداء تحت 18 سنة                                 | فيل تروران                       |
| دكتور الأكاديمية                                     | الدكتور م. ساهني والدكتور ف. حسن |
| رئيس قسم الطب الرياضي                                | جاز سودي                         |

## خريجو الأكاديمية البارزون
كان اللاعبون التاليون جميعهم أعضاء في أكاديمية أستون فيلا قبل ظهورهم الاحترافي لأول مرة وشاركوا على الأقل مرة واحدة مع الفريق الأول لفيلا في مسابقة احترافية، أو استمروا في اللعب في دوري احترافي كامل، أو مثلوا منتخب بلادهم. اللاعبون المكتوبة بخط عريض لا زالوا مرتبطين بعقود مع النادي.

### عقد 2020
|                  | اللاعب                 | تاريخ الميلاد  | المركز | أول ظهور احترافي                                               | الظهور مع الفريق الأول | أهداف الفريق الأول | الفريق الحالي             |
| ---------------- | ---------------------- | -------------- | ------ | -------------------------------------------------------------- | ---------------------- | ------------------ | ------------------------- |
| إسكتلندا         | أيدان بورلاند          | 25 أبريل 2007  | وسط    | 25 سبتمبر 2024 (ضد ويكمب واندررز)                              | جاري                   | جاري               | أستون فيلا                |
| إنجلترا          | بن بروجيو              | 29 يناير 2007  | وسط    | 25 سبتمبر 2024 (ضد ويكمب واندررز)                              | جاري                   | جاري               | أستون فيلا                |
| إنجلترا          | جمال الدين جيموه ألوبا | 2 أكتوبر 2006  | وسط    | 25 سبتمبر 2024 (ضد ويكمب واندررز)                              | جاري                   | جاري               | أستون فيلا                |
| إنجلترا          | ترافيس باترسون         | 6 أكتوبر 2005  | مدافع  | 25 سبتمبر 2024 (ضد ويكمب واندررز)                              | جاري                   | جاري               | أستون فيلا                |
| إنجلترا          | كادان يونغ             | 19 يناير 2006  | مهاجم  | 25 سبتمبر 2024 (ضد ويكمب واندررز)                              | جاري                   | جاري               | أستون فيلا                |
| بولندا           | أوليفير زيش            | 28 يونيو 2004  | حارس   | 15 سبتمبر 2024 (الدوري البولندي الممتاز لبوتشزا نيبووميتشي)    | جاري                   | جاري               | أستون فيلا                |
| إنجلترا          | جيمس رايت              | 2 ديسمبر 2004  | حارس   | 7 سبتمبر 2024 (الدوري الإسباني الدرجة الثالثة لريال يونيون)    | جاري                   | جاري               | أستون فيلا                |
| إنجلترا          | فينلي مونرو            | 8 فبراير 2005  | مدافع  | 9 مايو 2024 (ضد أولمبياكوس)                                    | جاري                   | جاري               | أستون فيلا                |
| إنجلترا          | جوش فيني               | 6 مايو 2005    | مدافع  | 10 فبراير 2024 (الدوري الإسباني الدرجة الثالثة لريال يونيون)   | جاري                   | جاري               | أستون فيلا                |
| إنجلترا          | تومي أوريلي            | 15 ديسمبر 2003 | وسط    | 14 ديسمبر 2023 (ضد زرينيسكي موستار)                            | جاري                   | جاري               | أستون فيلا                |
| إنجلترا          | فيليب مارشال           | 24 أبريل 2003  | حارس   | 14 ديسمبر 2023 (ضد زرينيسكي موستار)                            | جاري                   | جاري               | أستون فيلا                |
| إنجلترا          | شيسوم أفوكا            | 24 أبريل 2003  | مهاجم  | 9 سبتمبر 2023 (الدوري الإنجليزي الدرجة الثانية لبرادفورد سيتي) | 2                      | 0                  | غير مرتبط                 |
| إنجلترا          | عمري كيليمان           | 25 سبتمبر 2005 | مهاجم  | 31 أغسطس 2023 (ضد هيبرنيان)                                    | 6                      | 0                  | تشيلسي                    |
| إنجلترا          | تيم إيروجبونام         | 30 يونيو 2003  | وسط    | 26 فبراير 2022 (ضد برايتون أند هوف ألبيون)                     | 19                     | 0                  | إيفرتون                   |
| إنجلترا          | لويس برانت             | 6 نوفمبر 2000  | مدافع  | 8 يناير 2022 (كأس الاتحاد الإنجليزي لليستر سيتي)               | 0                      | 0                  | ريكسهام                   |
| إنجلترا          | سيباستيان ريفان        | 14 يوليو 2003  | مدافع  | 31 أغسطس 2021 (الدوري الوطني (إنجلترا) لغريمسبي تاون           | 6                      | 1                  | ريكسهام                   |
| إنجلترا          | هارون رامزي            | 21 يناير 2003  | وسط    | 24 أغسطس 2021 (ضد بارو)                                        | 4                      | 1                  | بيرنلي                    |
| إنجلترا          | جادين فيلوجين          | 8 فبراير 2002  | وسط    | 19 مايو 2021 (ضد توتنهام هوتسبير)                              | 21                     | 0                  | إيبسويتش تاون             |
| إنجلترا          | كارني تشوكويميكا       | 20 أكتوبر 2003 | وسط    | 19 مايو 2021 (ضد توتنهام هوتسبير)                              | 15                     | 0                  | تشيلسي                    |
| جمهورية أيرلندا  | تيريك رايت             | 22 سبتمبر 2001 | وسط    | 23 يناير 2021 (الدوري الإنجليزي الدرجة الثانية مع والسول)      | 5                      | 0                  | برادفورد سيتي             |
| إنجلترا          | جسر مونجو              | 12 سبتمبر 2000 | مدافع  | 8 يناير 2021 (ضد ليفربول)                                      | 1                      | 0                  | غير مرتبط                 |
| المجر            | أكوس أونودي            | 2 سبتمبر 2001  | حارس   | 8 يناير 2021 (ضد ليفربول)                                      | 1                      | 0                  | سيجد                      |
| إنجلترا          | دومينيك ريفان          | 19 سبتمبر 2000 | مدافع  | 8 يناير 2021 (ضد ليفربول)                                      | 1                      | 0                  | هامبتون أند ريتشموند بورو |
| إنجلترا          | جيك ووكر               | 3 نوفمبر 2000  | مدافع  | 8 يناير 2021 (ضد ليفربول)                                      | 1                      | 0                  | غير مرتبط                 |
| إنجلترا          | كالوم رو               | 2 سبتمبر 1999  | مدافع  | 8 يناير 2021 (ضد ليفربول)                                      | 1                      | 0                  | رادكليف                   |
| إنجلترا          | هاريسون سونا           | 1 يوليو 2002   | وسط    | 8 يناير 2021 (ضد ليفربول)                                      | 1                      | 0                  | تشيلتنهام تاون            |
| إنجلترا          | لوي باري               | 21 يونيو 2003  | مهاجم  | 8 يناير 2021 (ضد ليفربول)                                      | جاري                   | جاري               | أستون فيلا                |
| إنجلترا          | كين كيسلر هايدن        | 23 أكتوبر 2002 | مدافع  | 8 يناير 2021 (ضد ليفربول)                                      | جاري                   | جاري               | أستون فيلا                |
| إنجلترا          | أرجان رايخي            | 20 أكتوبر 2002 | وسط    | 8 يناير 2021 (ضد ليفربول)                                      | 1                      | 0                  | ليستر سيتي                |
| إنجلترا          | براد يونج              | 6 يناير 2003   | مهاجم  | 8 يناير 2021 (ضد ليفربول)                                      | 1                      | 0                  | العروبة                   |
| إسبانيا          | مامادو سيلا            | 12 أغسطس 2002  | وسط    | 8 يناير 2021 (ضد ليفربول)                                      | 1                      | 0                  | غير مرتبط                 |
| هولندا           | لامار بولارد           | 5 يناير 2004   | وسط    | 8 يناير 2021 (ضد ليفربول)                                      | جاري                   | جاري               | أستون فيلا                |
| إنجلترا          | هايدن ليندلي           | 2 سبتمبر 2002  | وسط    | 8 يناير 2021 (ضد ليفربول)                                      | 2                      | 0                  | إف سي يونايتد أوف مانشستر |
| هولندا           | سيل سوينكلس            | 6 يناير 2004   | مدافع  | 8 يناير 2021 (ضد ليفربول)                                      | جاري                   | جاري               | أستون فيلا                |
| إنجلترا          | إدوارد رووي            | 17 أكتوبر 2003 | وسط    | 8 يناير 2021 (ضد ليفربول)                                      | 7                      | 0                  | ليمنجتون                  |
| إسكتلندا         | آرون بريسلي            | 7 نوفمبر 2001  | مهاجم  | 1 ديسمبر 2020 (دوري البطولة الإنجليزية مع برينتفورد)           | 0                      | 0                  | ستيفيناغ بوروه            |
| السويد           | فكتور يوهانسون         | 14 سبتمبر 1998 | حارس   | 7 نوفمبر 2020 (دوري البطولة الإنجليزية مع روذرهام يونايتد)     | 0                      | 0                  | ستوك سيتي                 |
| فرنسا            | ديمتري سي              | 20 أغسطس 2001  | مدافع  | 3 نوفمبر 2020 (الدوري الإنجليزي الدرجة الثانية مع بارو)        | 0                      | 0                  | غير مرتبط                 |
| فنلندا           | فيلجامي سينيسالو       | 11 أكتوبر 2001 | حارس   | 6 أكتوبر 2020 (البطولة الإسكتلندية مع آير يونايتد)             | 2                      | 0                  | سلتيك                     |
| الولايات المتحدة | إنديانا فاسيليف        | 16 فبراير 2001 | مهاجم  | 4 يناير 2020 (ضد فولهام)                                       | 8                      | 1                  | سانت لويس سيتي            |

### عقد 2010
|                  | اللاعب              | تاريخ الميلاد  | المركز | أول ظهور احترافي                                                        | الظهور مع الفريق الأول | أهداف الفريق الأول | الفريق الحالي                  |
| ---------------- | ------------------- | -------------- | ------ | ----------------------------------------------------------------------- | ---------------------- | ------------------ | ------------------------------ |
| إنجلترا          | كاميرون ارتشر       | 21 يوليو 2001  | مهاجم  | 27 أغسطس 2019 (ضد كرو ألكساندرا)                                        | 14                     | 4                  | ساوثهامبتون                    |
| إنجلترا          | هارفي نيبس          | 26 أبريل 1999  | مهاجم  | 13 أغسطس 2019 (كأس رابطة الأندية الإنجليزية المحترفة لكامبريدج يونايتد) | 0                      | 0                  | ريدنغ                          |
| برمودا           | أوساجي باسكوم       | 17 أبريل 1998  | مهاجم  | 30 مارس 2019 (دوري الشمال الوطني مع دارلنغتون)                          | 0                      | 0                  | توفي. 18 ديسمبر 2021.          |
| إنجلترا          | جاكوب رامزي         | 28 مايو 2001   | وسط    | 19 فبراير 2019 (ضد وست بروميتش ألبيون)                                  | جاري                   | جاري               | أستون فيلا                     |
| إنجلترا          | كيلسي موني          | 5 فبراير 1999  | مهاجم  | 1 سبتمبر 2018 (الدوري الإنجليزي الدرجة الثانية مع تشيلتنهام تاون)       | 0                      | 0                  | أكرينغتون ستانلي               |
| الجبل الأسود     | ماتيا ساركيتش       | 23 يوليو 1997  | حارس   | 24 أكتوبر 2017 (كأس دوري كرة القدم الإنجليزية مع ويغان أثلتيك)          | 0                      | 0                  | توفي. 15 يونيو 2024            |
| ويلز             | ميتش كلارك          | 13 مارس 1999   | مدافع  | 22 أغسطس 2017 (ضد ويغان أثلتيك)                                         | 1                      | 0                  | بورت فايل                      |
| باكستان          | إياساه سليمان       | 26 يناير 1998  | مدافع  | 22 أغسطس 2017 (ضد ويغان أثلتيك)                                         | 3                      | 0                  | سومقاييت & باكستان             |
| جمهورية أيرلندا  | جيك دويل-هايز       | 30 ديسمبر 1998 | وسط    | 22 أغسطس 2017 (ضد ويغان أثلتيك)                                         | 3                      | 0                  | هيبرنيان                       |
| إنجلترا          | كالوم أوهير         | 1 مايو 1998    | وسط    | 9 أغسطس 2017 (ضد كولتشستر يونايتد)                                      | 9                      | 0                  | كوفنتري سيتي                   |
| إنجلترا          | كوري بلاكيت         | 23 سبتمبر 1997 | وسط    | 7 مارس 2017 (ضد هدرسفيلد تاون)                                          | 2                      | 0                  | ديربي كاونتي                   |
| إنجلترا          | كينان ديفيس         | 13 فبراير 1998 | مهاجم  | 8 يناير 2017 (ضد توتنهام هوتسبير)                                       | 87                     | 7                  | أودينيزي                       |
| أستراليا         | جوردان ليدن         | 30 يناير 1996  | وسط    | 24 سبتمبر 2016 (الدوري الإنجليزي الدرجة الثانية مع ستيفيناغ بوروه)      | 8                      | 0                  | هيرفورد                        |
| إنجلترا          | هنري كوانس          | 6 سبتمبر 1995  | وسط    | 31 أغسطس 2016 (كأس دوري كرة القدم الإنجليزية مع ستيفيناغ بوروه)         | 0                      | 0                  | نيوتاون                        |
| إنجلترا          | نايل ماسون          | 10 يناير 1997  | مدافع  | 6 أغسطس 2016 (الدوري الإنجليزي الدرجة الثانية مع دونكاستر روفرز)        | 0                      | 0                  | الشحانية                       |
| جمهورية أيرلندا  | كيفين تونر          | 18 يوليو 1996  | مدافع  | 23 أبريل 2016 (ضد ساوثهامبتون)                                          | 4                      | 0                  | أوريويلا                       |
| إنجلترا          | جيريل سيلارز        | 11 ديسمبر 1995 | مهاجم  | 2 أبريل 2016 (الدوري الإنجليزي الدرجة الثانية مع ويكمب واندررز)         | 0                      | 0                  | ريدديتش يونايتد                |
| إنجلترا          | أندريه غرين         | 26 يوليو 1998  | مهاجم  | 13 مارس 2016 (ضد توتنهام هوتسبير)                                       | 48                     | 2                  | روذرهام يونايتد                |
| إنجلترا          | هاري مكيردي         | 29 مارس 1997   | مهاجم  | 9 يناير 2016 (ضد ويكمب واندررز)                                         | 6                      | 0                  | هيبرنيان                       |
| إنجلترا          | ريكاردو كالدر       | 26 يناير 1996  | وسط    | 12 سبتمبر 2015 (الدوري الإسكتلندي الممتاز مع دندي)                      | 0                      | 0                  | براكلي تاون                    |
| إنجلترا          | دانييل كروولي       | 3 أغسطس 1997   | وسط    | 9 أغسطس 2015 (الدوري الإنجليزي الدرجة الأولى مع بارنسلي)                | 0                      | 0                  | نوتس كاونتي                    |
| إنجلترا          | لويس كينسيلا        | 2 فبراير 1994  | مدافع  | 28 مارس 2015 (الدوري الإنجليزي الدرجة الثانية مع لوتون تاون)            | 0                      | 0                  | غير مرتبط                      |
| إنجلترا          | راشيان هيبورن-مورفي | 24 أغسطس 1998  | مهاجم  | 14 مارس 2015 (ضد سندرلاند)                                              | 17                     | 0                  | كرولي تاون                     |
| المجر            | أندرياس شتيبر       | 8 أكتوبر 1991  | وسط    | 27 سبتمبر 2014 (البطولة الوطنية المجرية مع غيور تورنا أوزتالي)          | 0                      | 0                  | جانوى دوناسيان                 |
| سانت لوسيا       | جانوى دوناسيان      | 3 نوفمبر 1993  | مدافع  | 30 أغسطس 2014 (الدوري الإنجليزي الدرجة الثانية مع ترانمير روفرز)        | 0                      | 0                  | إيبسويتش تاون & لوسيا          |
| إنجلترا          | جاك غريليش          | 10 سبتمبر 1995 | وسط    | 7 مايو 2014 (ضد مانشستر سيتي)                                           | 212                    | 33                 | مانشستر سيتي & إنجلترا         |
| سويسرا           | بنيامين زيغرست      | 31 يناير 1992  | حارس   | 26 مارس 2014 (دوري الدرجة الخامسة الإنجليزي مع كامبريدج يونايتد)        | 0                      | 0                  | سلتيك                          |
| جمهورية أيرلندا  | مايكل درينان        | 2 سبتمبر 1994  | مهاجم  | 18 يناير 2014 (الدوري الإنجليزي الدرجة الأولى مع كارلايل يونايتد)       | 0                      | 0                  | غير مرتبط                      |
| إنجلترا          | جوردن غراهام        | 5 مارس 1995    | وسط    | 7 ديسمبر 2013 (دوري البطولة الإنجليزية مع إيبسويتش تاون)                | 0                      | 0                  | ليتون أورينت                   |
| تركيا            | أوميت أمين أوغلو    | 14 سبتمبر 1994 | وسط    | 25 سبتمبر 2013 (كأس تركيا مع غنتشلربيرليغي)                             | 0                      | 0                  | مُعتزل                          |
| إنجلترا          | كالوم روبينسون      | 2 فبراير 1995  | مهاجم  | 24 سبتمبر 2013 (ضد توتنهام هوتسبير)                                     | 5                      | 0                  | كارديف سيتي                    |
| أستراليا         | ريسي كيرا           | 7 يناير 1993   | مدافع  | 27 ديسمبر 2012 (الدوري الأسترالي لكرة القدم مع وسترن سيدني واندررز)     | 0                      | 0                  | بيركلي فال وومباتس             |
| جمهورية أيرلندا  | ديريك ويليامس       | 17 يناير 1993  | مدافع  | 1 ديسمبر 2012 (ضد كوينز بارك رينجرز)                                    | 1                      | 0                  | أتلانتا يونايتد                |
| جامايكا          | دانييل جونسون       | 8 أكتوبر 1992  | وسط    | 23 أكتوبر 2012 (الدوري الإنجليزي الدرجة الأولى مع يوفل تاون)            | 0                      | 0                  | ستوك سيتي & جامايكا            |
| جمهورية أيرلندا  | غراهام بيرك         | 21 سبتمبر 1993 | مهاجم  | 28 أغسطس 2012 (ضد ترانمير روفرز)                                        | 0                      | 0                  | شامروك روفرز & جمهورية أيرلندا |
| جمهورية أيرلندا  | سمير كاروثرز        | 4 أبريل 1993   | وسط    | 7 أبريل 2012 (ضد ليفربول)                                               | 3                      | 0                  | دارتفورد                       |
| إنجلترا          | غاري غاردنر         | 29 يونيو 1992  | وسط    | 31 ديسمبر 2011 (ضد تشيلسي)                                              | 33                     | 1                  | غير مرتبط                      |
| إنجلترا          | ناثان بيكر          | 23 أبريل 1991  | مدافع  | 25 يناير 2011 (ضد ويغان أثلتيك)                                         | 122                    | 1                  | مُعتزل                          |
| أستراليا         | كريس هرد            | 4 أبريل 1989   | وسط    | 13 نوفمبر 2010 (ضد مانشستر يونايتد)                                     | 42                     | 2                  | مُعتزل                          |
| إنجلترا          | جوناثان هوغ         | 6 ديسمبر 1988  | وسط    | 13 نوفمبر 2010 (ضد مانشستر يونايتد)                                     | 7                      | 0                  | هدرسفيلد تاون                  |
| إنجلترا          | هاري فورستر         | 2 يناير 1991   | وسط    | 11 سبتمبر 2010 (الدوري الإسكتلندي الممتاز مع كيلمارنوك)                 | 0                      | 0                  | مُعتزل                          |
| الولايات المتحدة | إريك ليتشاي         | 17 نوفمبر 1988 | مدافع  | 19 أغسطس 2010 (ضد رابيد فيينا)                                          | 42                     | 2                  | مُعتزل                          |
| النمسا           | أندرياس ويمان       | 5 أغسطس 1991   | مهاجم  | 14 أغسطس 2010 (ضد وست هام يونايتد)                                      | 113                    | 17                 | غير مرتبط & النمسا             |

### عقد 2000
|                  | اللاعب             | تاريخ الميلاد  | المركز | أول ظهور احترافي                                                  | الظهور مع الفريق الأول | أهداف الفريق الأول | الفريق الحالي               |
| ---------------- | ------------------ | -------------- | ------ | ----------------------------------------------------------------- | ---------------------- | ------------------ | --------------------------- |
| إنجلترا          | جيمس كولينز        | 1 ديسمبر 1990  | مهاجم  | 24 أكتوبر 2009 (الدوري الإنجليزي الدرجة الثانية مع دارلنغتون)     | 0                      | 0                  | ديربي كاونتي                |
| جمهورية أيرلندا  | كياران كلارك       | 26 سبتمبر 1989 | مدافع  | 30 أغسطس 2009 (ضد فولهام)                                         | 159                    | 10                 | غير مرتبط & جمهورية أيرلندا |
| أستراليا         | شين لوري           | 12 يونيو 1989  | مدافع  | 20 أغسطس 2009 (ضد رابيد فيينا)                                    | 3                      | 0                  | نيجري سمبيلان               |
| إنجلترا          | مارك ألبرايتون     | 18 نوفمبر 1989 | وسط    | 26 فبراير 2009 (ضد سيسكا موسكو)                                   | 101                    | 9                  | مُعتزل                       |
| إسكتلندا         | باري بانان         | 1 ديسمبر 1989  | وسط    | 17 ديسمبر 2008 (ضد هامبورغ)                                       | 83                     | 2                  | شيفيلد وينزداي & إسكتلندا   |
| إنجلترا          | ناثان ديلفونيسو    | 2 فبراير 1991  | مهاجم  | 14 أغسطس 2008 (ضد فيمليكافيلاغ هافنارفيارذار)                     | 50                     | 9                  | هدنسفورد تاون               |
| السويد           | توبياس ميكايلسون   | 17 نوفمبر 1988 | مهاجم  | 19 يناير 2008 (الدوري الإنجليزي الدرجة الأولى مع بورت فايل)       | 0                      | 0                  | فالنس                       |
| النمسا           | بوبي اوليجنيك      | 26 نوفمبر 1986 | حارس   | 24 نوفمبر 2007 (الدوري الإسكتلندي الممتاز مع فالكيرك)             | 0                      | 0                  | مُعتزل                       |
| المجر            | زولتان شتيبر       | 16 أكتوبر 1988 | وسط    | 24 نوفمبر 2007 (الدوري الإنجليزي الدرجة الثانية مع يوفل تاون)     | 0                      | 0                  | بودابست & المجر             |
| إنجلترا          | دانييل ستوريدج     | 1 سبتمبر 1989  | مهاجم  | 3 فبراير 2007 (الدوري الإنجليزي الممتاز مع مانشستر سيتي)          | 0                      | 0                  | مُعتزل                       |
| جمهورية أيرلندا  | ستيفن أوهالرون     | 29 نوفمبر 1987 | مدافع  | 31 أكتوبر 2006 (الدوري الإنجليزي الدرجة الثانية مع ويكمب واندررز) | 0                      | 0                  | مُعتزل                       |
| إنجلترا          | إساياه أوسبورن     | 15 نوفمبر 1987 | وسط    | 21 أكتوبر 2006 (ضد فولهام)                                        | 30                     | 0                  | بارويل                      |
| إنجلترا          | غاري كاهيل         | 19 ديسمبر 1985 | مدافع  | 1 أبريل 2006 (ضد أرسنال)                                          | 31                     | 1                  | مُعتزل                       |
| إنجلترا          | غابرييل أغبونلاهور | 13 أكتوبر 1986 | مهاجم  | 18 مارس 2006 (ضد إيفرتون)                                         | 391                    | 86                 | مُعتزل                       |
| أيرلندا الشمالية | جيمي وارد          | 12 مايو 1986   | مهاجم  | 7 مارس 2006 (الدوري الإنجليزي الدرجة الثانية مع ستوكبورت كونتي)   | 0                      | 0                  | بريسشن & أيرلندا الشمالية   |
| إنجلترا          | كريغ غاردنر        | 25 نوفمبر 1986 | وسط    | 26 ديسمبر 2005 (ضد إيفرتون)                                       | 80                     | 6                  | مُعتزل                       |
| أيرلندا الشمالية | ستيفن ديفيس        | 1 يناير 1985   | وسط    | 18 سبتمبر 2004 (ضد نورويتش سيتي)                                  | 102                    | 9                  | مُعتزل                       |
| إنجلترا          | جيمس أوكونور       | 25 نوفمبر 1986 | مدافع  | 4 سبتمبر 2004 (الدوري الإنجليزي الدرجة الأولى مع بورت فايل)       | 0                      | 0                  | مُعتزل                       |
| جمهورية أيرلندا  | واين هندرسون       | 16 سبتمبر 1983 | حارس   | 13 مارس 2004 (دوري الدرجة الخامسة الإنجليزي مع تاموورث)           | 0                      | 0                  | مُعتزل                       |
| إنجلترا          | لوك مور            | 13 فبراير 1986 | مهاجم  | 22 فبراير 2004 (ضد برمنغهام سيتي)                                 | 98                     | 14                 | مُعتزل                       |
| إنجلترا          | بيتر ويتنغهام      | 8 سبتمبر 1984  | وسط    | 23 أبريل 2003 (ضد نيوكاسل يونايتد)                                | 66                     | 2                  | توفي، 19 مارس 2020          |
| إنجلترا          | ليام ريدغويل       | 21 يوليو 1984  | مدافع  | 4 يناير 2003 (ضد بلاكبيرن روفرز)                                  | 93                     | 7                  | مُعتزل                       |
| ويلز             | روب إدواردز        | 25 ديسمبر 1982 | مدافع  | 28 ديسمبر 2002 (ضد ميدلزبره)                                      | 9                      | 0                  | مُعتزل                       |
| ويلز             | بواز ميهيل         | 9 نوفمبر 1982  | حارس   | 30 نوفمبر 2002 (دوري كرة القدم الإنجليزي مع برادفورد سيتي)        | 0                      | 0                  | مُعتزل                       |
| إنجلترا          | ستيفان مور         | 28 سبتمبر 1983 | مهاجم  | 11 سبتمبر 2002 (ضد تشارلتون أثلتيك)                               | 30                     | 2                  | مُعتزل                       |
| ألمانيا          | توماس هيتزلسبيرغر  | 5 أبريل 1982   | وسط    | 13 يناير 2001 (ضد ليفربول)                                        | 114                    | 12                 | مُعتزل                       |
| إنجلترا          | ستيفن كوكي         | 15 فبراير 1982 | وسط    | 2 أغسطس 2000 (ضد سيلتا فيغو)                                      | 4                      | 0                  | مُعتزل                       |
| إنجلترا          | جوناثان بيويرز     | 10 سبتمبر 1982 | مدافع  | 15 أبريل 2000 (ضد توتنهام هوتسبير)                                | 1                      | 0                  | مُعتزل                       |

### عقد 1990
|                 | اللاعب         | تاريخ الميلاد  | المركز | أول ظهور احترافي                      | الظهور مع الفريق الأول | أهداف الفريق الأول | الفريق الحالي |
| --------------- | -------------- | -------------- | ------ | ------------------------------------- | ---------------------- | ------------------ | ------------- |
| إنجلترا         | آرون ليسكوت    | 2 ديسمبر 1978  | مدافع  | 2 يناير 1999 (ضد هال سيتي)            | 1                      | 0                  | مُعتزل         |
| إنجلترا         | آدم ريتشل      | 10 ديسمبر 1976 | حارس   | 26 ديسمبر 1998 (ضد بلاكبيرن روفرز)    | 1                      | 0                  | مُعتزل         |
| إنجلترا         | تومي ياسكون    | 16 سبتمبر 1977 | مدافع  | 28 أكتوبر 1998 (ضد تشيلسي)            | 1                      | 0                  | مُعتزل         |
| إنجلترا         | داريوس فازيل   | 13 يونيو 1980  | مهاجم  | 23 أغسطس 1998 (ضد ميدلزبره)           | 201                    | 45                 | مُعتزل         |
| إنجلترا         | غاريث باري     | 23 فبراير 1981 | وسط    | 2 مايو 1998 (ضد شيفيلد وينزداي)       | 441                    | 52                 | مُعتزل         |
| جامايكا         | دارين بايفيلد  | 29 سبتمبر 1979 | مهاجم  | 28 ديسمبر 1997 (ضد ليدز يونايتد)      | 10                     | 0                  | مُعتزل         |
| إنجلترا         | ريتشارد ووكر   | 8 نوفمبر 1977  | مهاجم  | 28 ديسمبر 1997 (ضد ليدز يونايتد)      | 10                     | 2                  | مُعتزل         |
| إنجلترا         | لي هيندري      | 18 مايو 1977   | وسط    | 23 ديسمبر 1995 (ضد كوينز بارك رينجرز) | 308                    | 32                 | مُعتزل         |
| جمهورية أيرلندا | غاريث فاريلي   | 28 أغسطس 1975  | وسط    | 20 سبتمبر 1995 (ضد بيتربورو يونايتد)  | 8                      | 0                  | مُعتزل         |
| إنجلترا         | ريكاردو سيميكا | 13 يونيو 1975  | مدافع  | 19 أغسطس 1995 (ضد مانشستر يونايتد)    | 88                     | 2                  | مُعتزل         |